# Ulla Sandbæk
Ulla Sandbæk este un om politic danez, membru al Parlamentului European în perioada 1999-2004 din partea Danemarcii.
1. 1 2  The International Who's Who of Women 2006[*] Verificați valoarea |titlelink= (ajutor)
2. 1 2 3   http://www.assembly.coe.int/nw/xml/AssemblyList/MP-Details-EN.asp?MemberID=7633 Lipsește sau este vid: |title= (ajutor)
3. ↑   https://www.thedanishparliament.dk/en/members/members-addresses, accesat în 19 iulie 2018 Lipsește sau este vid: |title= (ajutor)
4. ↑  Deputații în Parlamentul European